# 西海岸站
西海岸地铁站（英語：West Coast MRT station，代號CR18）是一个未来的新加坡地铁跨岛线的地下车站，位于金文泰规划区、即將迁出之东林中学校舍的地下。

## 历史
西海岸地铁站在2022年9月20日正式作为跨岛线第二期对外公布。工程将在2023年开工，并在2032年完工。